# Passeport sierraléonais
Le passeport sierra-léonais est un document de voyage international délivré aux ressortissants sierra-léonais, et qui peut aussi servir de preuve de la citoyenneté sierra-léonaise. 